# Łukaszewka (obwód kurski)
Łukaszewka (ros. Лукашевка) – wieś (ros. деревня, trb. dieriewnia) w zachodniej Rosji, w sielsowiecie diczniańskim rejonu kurczatowskiego w obwodzie kurskim.

## Geografia
Miejscowość położona jest 6,5 km od centrum administracyjnego sielsowietu diczniańskiego (Dicznia), 5,5 km od centrum administracyjnego rejonu (Kurczatow), 38 km od Kurska

## Demografia
W 2010 r. miejscowość zamieszkiwało 111 osób.